# Feels So Good (álbum de Atomic Kitten)
| Críticas profissionais | Críticas profissionais |
| Avaliações da crítica  | Avaliações da crítica  |
| Fonte                  | Avaliação              |
| ---------------------- | ---------------------- |
| AllMusic               | [ 1 ]                  |
| BBC                    | 6/10                   |
| Andrew Lynch           | [ 3 ]                  |
| The Guardian           | [ 4 ]                  |
| NME                    | 3/10                   |

Feels So Good é o segundo álbum de estúdio do girl group britânico Atomic Kitten, lançado em 2002. É o primeiro álbum inteiramente feito com a integrante Jenny Frost.

## Informações
O estilo do álbum é comparável com o primeiro e consiste principalmente de baladas pop, músicas dançantes e versões covers. Depois de lançar uma versão cover de "Eternal Flame" no álbum anterior, Susanna Hoffs do The Bangles, foi convidada a escrever uma faixa para o álbum chamado "Love Doesn't Have to Hurt". O trio também trabalhou com Rob Davis que escreveu e produziu algumas canções para o álbum, Kylie Minogue com quem o trio já havia trabalhado, doou a canção "Feels So Good" ao álbum. De gratidão e porque sentiram que era um grande título, o trio decidiu nomear o álbum com o título da música. Como no álbum de estreia Right Now, o vocalista do OMD e fundador do Atomic Kitten Andy McCluskey, contribui com algumas faixas, porém se desligou do grupo durante a gravação do disco.
O álbum recebeu de críticas mistas a críticas negativas, mas ficou bem nas paradas, alcançando o número um e vendendo 80.000 cópias em sua primeira semana e o single "Tide is High (Get the Feeling)" se tornando número um na semana anterior, vendendo 145.000 cópias. Atomic Kitten tornou-se a segunda banda de garotas a ter o número um em single e álbum ao mesmo tempo, depois das Spice Girls. Após o lançamento do single "The Last Goodbye"/"Be with You", o álbum voltou ao top dez por duas semanas. O álbum foi certificado platina duplo e Platina pela IFPI por vender mais de um milhão de cópias na Europa. O álbum foi promovido com o lançamento simultâneo do livro "Atomic Kitten: So Good, So Far de Ian McLeish", em que o grupo deu uma visão sobre a sua carreira.

## Faixas
| N.º            | Título                               | Compositor(es)                                                  | Produtor(es)                           | Duração |  |
| 1.             | "It's OK!"                           | Mikkel Storleer Eriksen Hallgeir Rustan Tor Erik Hermansen      | Stargate                               | 3:16    |  |
| 2.             | "Love Won't Wait"                    | Rob Davis Alex von Soos                                         | Davis Ash Howes Martin Harrington      | 3:29    |  |
| 3.             | "Tide is High (Get the Feeling)"     | John Holt Howard Barrett Tyrone Evans Bill Padley Jem Godfrey   | Padley Godfrey Carrie Grant            | 3:25    |  |
| 4.             | "Feels So Good"                      | Kylie Minogue Steve Anderson                                    | Anderson                               | 3:30    |  |
| 5.             | "Walking on the Water"               | Andy McCluskey Stuart Kershaw                                   | McCluskey Kershaw Lukas Burton         | 4:00    |  |
| 6.             | "The Moment You Leave Me"            | McCluskey Kershaw Liz McClarnon                                 | McCluskey Kershaw                      | 3:28    |  |
| 7.             | "The Last Goodbye"                   | Espen Lind Amund Bjorklund Eriksen Rustan Hermansen Daniel Poku | Stargate                               | 3:07    |  |
| 8.             | "Love Doesn't Have to Hurt"          | Susanna Hoffs Billy Steinberg Tom Kelly                         | Padley Godfrey Grant                   | 3:28    |  |
| 9.             | "Softer the Touch"                   | Simon Tauber                                                    | Ian Masterson Terry Ronald             | 3:53    |  |
| 10.            | "The Way That You Are"               | Natasha Hamilton Ciaron Bell                                    | Bell Hamilton Tim Orford Martin O'Shea | 3:17    |  |
| 11.            | "Baby Don't U Hurt Me"               | Tom Nichols Ben Chapman Jenny Frost                             | Nichols Chapman                        | 2:44    |  |
| 12.            | "So Hot"                             | Nichols Chapman Frost                                           | Nichols Chapman                        | 3:22    |  |
| 13.            | "Maybe I'm Right"                    | Davis McClarnon                                                 | Davis                                  | 3:31    |  |
| 14.            | "No One Loves You (Like I Love You)" | McCluskey Kershaw                                               | McCluskey Kershaw Sebastian Morawietz  | 4:00    |  |
| Duração total: | Duração total:                       | Duração total:                                                  | Duração total:                         | 51:40   |  |

| Edição argentina / Edição especial CD1 |                                      |                               |         |  |
| N.º                                    | Título                               | Compositor(es)                | Duração |  |
| 1.                                     | "It's OK!"                           |                               | 3:16    |  |
| 2.                                     | "Love Won't Wait"                    |                               | 3:29    |  |
| 3.                                     | "The Tide Is High (Get the Feeling)" |                               | 3:25    |  |
| 4.                                     | "Feels So Good"                      |                               | 3:30    |  |
| 5.                                     | "Walking on the Water"               |                               | 4:00    |  |
| 6.                                     | "Be with You"                        | Carmen, Foster, Wilson, Lynne | 3:39    |  |
| 7.                                     | "The Moment You Leave Me"            |                               | 3:28    |  |
| 8.                                     | "The Last Goodbye"                   |                               | 3:07    |  |
| 9.                                     | "Love Doesn't Have to Hurt"          |                               | 3:28    |  |
| 10.                                    | "Softer the Touch"                   |                               | 3:53    |  |
| 11.                                    | "The Way That You Are"               |                               | 3:17    |  |
| 12.                                    | "Baby Don't U Hurt Me"               |                               | 2:44    |  |
| 13.                                    | "So Hot"                             |                               | 3:22    |  |
| 14.                                    | "Maybe I'm Right"                    |                               | 3:31    |  |
| 15.                                    | "No One Loves You (Like I Love You)" |                               | 4:00    |  |
| 16.                                    | "Whole Again"                        |                               | 3:06    |  |

## Compactos
- "It's OK!"
- "The High Is Hide"
- "The Last Goodbye/Be Whit You"
- "Love Doesn't Have To Hurt"

## Desempenho nas tabelas musicais
| Chart (2002)                               | Maior posição |
| ------------------------------------------ | ------------- |
| Alemanha (Offizielle Deutsche Charts)      | 6             |
| Austrália (ARIA)                           | 21            |
| Áustria (Ö3 Austria Top 40)                | 3             |
| Bélgica (Ultratop Flandres)                | 12            |
| Dinamarca (Hitlisten)                      | 12            |
| Escócia (Official Scottish Albums)         | 1             |
| Europa (Billboard European Top 100 Albums) | 5             |
| França (SNEP)                              | 74            |
| Hungria (MAHASZ)                           | 20            |
| Irlanda (IRMA)                             | 5             |
| Noruega (VG-lista)                         | 15            |
| Nova Zelândia (RMNZ)                       | 3             |
| Países Baixos (Dutch Charts)               | 6             |
| Reino Unido (UK Albums Chart)              | 1             |
| Suécia (Sverigetopplistan)                 | 47            |
| Suíça (Schweizer Hitparade)                | 7             |

| Chart (2002)                  | Posição |
| ----------------------------- | ------- |
| Alemanha (Offizielle Top 100) | 87      |
| Áustria (Ö3 Austria Top 40)   | 61      |
| Reino Unido (OCC)             | 20      |

## Vendas e certificações
| Região                                                                                             | Certificação | Vendas     |
| -------------------------------------------------------------------------------------------------- | ------------ | ---------- |
| Alemanha (BVMI)                                                                                    | Ouro         | 150,000^   |
| Austrália (ARIA)                                                                                   | Platina      | 70,000^    |
| Áustria (IFPI Áustria)                                                                             | Ouro         | 15,000*    |
| Nova Zelândia (RMNZ)                                                                               | Platina      | 15,000^    |
| Países Baixos (NVPI)                                                                               | Ouro         | 40,000^    |
| Reino Unido (BPI)                                                                                  | 3× Platina   | 900,000    |
| Suíça (IFPI Suíça)                                                                                 | Ouro         | 20,000^    |
| Resumo                                                                                             |              |            |
| Europa (IFPI)                                                                                      | Platina      | 1,000,000* |
| *números de vendas baseados somente na certificação ^distribuições baseadas apenas na certificação |              |            |